# جيف دونالدسون
جيف دونالدسون (بالإنجليزية: Jeff Donaldson)‏ هو لاعب كرة قدم أمريكية أمريكي، ولد في 9 أبريل 1962 في فورت كولنز في الولايات المتحدة.

## وصلات خارجية
- جيف دونالدسون على موقع مرجع كرة القدم المحترفة.كوم (الإنجليزية)